# Бахрами, Мансур
Мансу́р Бахра́ми (перс. منصور بهرامی‎, фр. Mansour Bahrami; р. 26 апреля 1956, Эрак) — профессиональный теннисист, по ходу своей карьеры представлявший на соревнованиях Иран и Францию; специализировался на игре в парном разряде. Двукратный победитель турниров Гран-при в парном разряде, финалист Открытого чемпионата Франции 1989 года в мужском парном разряде.

## Биография
С пятилетнего возраста Мансур Бахрами подавал мячи на теннисных кортах и, в отсутствие денег на собственную ракетку, тренировался со сковородками и ручками от мётел. Этим своим занятиям он, по его собственным словам, обязан своей необычной манерой игры в дальнейшем. Уже к 16 годам он стал одним из ведущих теннисистов Ирана, но его карьере, казалось, наступил конец, когда после Исламской революции 1979 года в стране был запрещён профессиональный спорт. По его собственным словам, три года он зарабатывал на жизнь, играя в нарды. Однако в 1981 году он выиграл Кубок Революции в Тегеране, главным призом которого была поездка во Францию, и после приезда в Европу там и остался.
За короткое время после переезда Бахрами спустил свои сбережения в казино, оставшись без средств к существованию. Финансовая поддержка друзей помогла ему продержаться до того момента, когда, вернувшись в хорошую форму, он начал успешно выступать в теннисных турнирах во Франции. Когда французская виза Бахрами истекла, он оказался в положении нелегального иммигранта, не желая получать статус беженца. В 1981 году, пробившись в третий круг Открытого чемпионата Франции, он привлёк к себе внимание газет L’Équipe и Le Figaro, с помощью которых его визу удалось возобновить. К полноценному участию в турнирах теннисного Гран-при он был вновь допущен только в 30 лет. Он продолжал выступать в профессиональном туре до начала 1990-х годов, а затем присоединился к только что созданному Туру чемпионов ATP, предназначенному для теннисистов в возрасте старше 35 лет. Помимо выступлений в ветеранских турнирах Бахрами, считающийся отцом «акробатического тенниса» и носящий прозвища «маэстро» и «князь клоунов», проводит значительное время в гастрольных поездках, принимая участие в выставочных турнирах и спортивных шоу. Среди демонстрируемых им трюков — подачи из-под руки или с шестью мячами одновременно, «свечка» между ног, приём мяча в карман, удары за спиной, ручкой ракетки или в «замедленном показе», а также мячи, закрученные настолько сильно, что, коснувшись корта на стороне противника, отскакивают через сетку назад на его половину корта.
С 1989 года Мансур Бахрами является французским гражданином. Его жена Фредерика — француженка. У Мансура и Фредерики двое детей — Сэм и Антуан. В 2006 году Бахрами выпустил в свет автобиографическую книгу «Двор чудес» (фр. Le Court des Miracles); в 2009 году вышло английское издание этой книги.

## Игровая карьера
В 1974 году Бахрами впервые выступил в составе сборной Ирана в Кубке Дэвиса, проиграв обе своих встречи с соперниками из команды Великобритании. В 1976 году он принёс сборной Ирана два очка в матче с ирландцами, но его команда уступила с общим счётом 2:3. На следующий год Бахрами практически в одиночку взял верх над командой Алжира, выиграв обе одиночные и парную встречу, а затем принёс иранской сборной единственное очко в проигранном матче против поляков. В 1978 году он приносил сборной очки в матчах с командами Польши, Турции и Швейцарии.
Исламская революция и эмиграция во Францию стали причиной долгого перерыва в теннисной карьере Бахрами. Вернуться в профессиональный теннис он смог только к середине 80-х годов. Начиная с 1986 года он начал снова показывать в профессиональных турнирах хорошие результаты. Так, в 1986 году он дошёл до полуфинала турнира Гран-при в Меце в одиночном разряде, а в парах побывал в финале сразу трёх турниров Гран-при во Франции и ФРГ и выиграл «челленджер» в Ной-Ульме, за год заработав 19 тысяч долларов. 1987 год был ознаменован выходом в финал престижного грунтового турнира в Монте-Карло в паре с датчанином Микаэлем Мортенсеном. В четвертьфинале они переиграли одну из сильнейших пар мира — французов Янника Ноа и Ги Форже. В сентябре 1988 года после относительно неудачного сезона Бахрами, занимавший в рейтинге 236 место, объединив усилия с сильным чешским парным игроком Томашем Шмидом, выиграл в Женеве свой первый турнир Гран-при.
1989 год стал годом крупнейшего успеха в карьере Бахрами. На Открытом чемпионате Франции он в паре с другим представителем Франции Эриком Виноградски неожиданно дошёл до финала. Следует отметить, впрочем, что жребий был к ним благосклонен и на пути в финал им не встретилась ни одна посеянная пара. После чемпионата Франции до конца сезона Бахрами ещё дважды выходил в финал турниров Гран-при в парном разряде и один из них — в Тулузе — выиграл. Его призовые за этот год составили более 47 тысяч долларов. В следующие два сезона он, приближаясь к 35 годам и уже сведя к минимуму выступления в одиночном разряде, ещё по разу доходил до финалов в турнирах нового АТР-тура, сменившего Гран-при. Осенью 1990 года в Париже в паре с Виноградски он одержал победу над самыми высоко посеянными соперниками в карьере, обыграв вторую пару мира — американцев Рика Лича и Джима Пью.
Фактически завершив профессиональную карьеру к концу 1992 года, Бахрами, сохранивший помимо французского и иранское гражданство, в 1993 году вернулся в состав сборной Ирана в Кубке Дэвиса, за которую выступал вплоть до 1997 года, за это время выиграв несколько ключевых встреч с соперниками из Таиланда, Пакистана и Тайваня. С 1993 года он также начал выступления в Туре чемпионов АТР, предназначенном для теннисистов в возрасте 35 лет и старше. В 1999 году он достиг своего высшего успеха в этом туре, выиграв турнир в Дохе (Катар) после побед над Анри Леконтом, Пэтом Кэшем и Янником Ноа. Бахрами продолжает выступать в ветеранских и выставочных турнирах и матчах, в частности, ежегодно появляясь в популярном выставочном турнире в Альберт-холле (Лондон).

## Участие в финалах турниров Большого шлема, Гран-при и АТР в парном разряде (12)

### Победы (2)
| №  | Дата        | Турнир            | Покрытие | Партнёр          | Соперники в финале                  | Счёт в финале |
| -- | ----------- | ----------------- | -------- | ---------------- | ----------------------------------- | ------------- |
| 1. | 19 сен 1988 | Женева, Швейцария | Грунт    | Томаш Шмид       | Густаво Луса Гильермо Перес-Рольдан | 6-4, 6-3      |
| 2. | 9 окт 1989  | Тулуза, Франция   | Хард (i) | Эрик Виноградски | Тодд Нельсон Роджер Смит            | 6-2, 7-6      |

### Поражения (10)
| №   | Дата        | Турнир                      | Покрытие | Партнёр                | Соперники в финале              | Счёт в финале       |
| --- | ----------- | --------------------------- | -------- | ---------------------- | ------------------------------- | ------------------- |
| 1.  | 7 июл 1986  | Бордо, Франция              | Грунт    | Рональд Аженор         | Хорди Арресе Давид де Мигель    | 5-7, 4-6            |
| 2.  | 8 сен 1986  | Штутгарт, ФРГ               | Грунт    | Диего Перес            | Ханс Гильдемайстер Андрес Гомес | 4-6, 3-6            |
| 3.  | 27 окт 1986 | Париж, Франция              | Ковёр    | Диего Перес            | Джон Макинрой Питер Флеминг     | 3-6, 2-6            |
| 4.  | 20 апр 1987 | Монте-Карло, Монако         | Грунт    | Микаэль Мортенсен      | Ханс Гильдемайстер Андрес Гомес | 2-6, 4-6            |
| 5.  | 14 сен 1987 | Женева, Швейцария           | Грунт    | Диего Перес            | Рикардо Асиоли Луис Маттар      | 6-3, 4-6, 2-6       |
| 6.  | 10 окт 1988 | Тулуза, Франция             | Хард (i) | Ги Форже               | Том Нейссен Рикки Остерхун      | 3-6, 4-6            |
| 7.  | 29 мая 1989 | Открытый чемпионат Франции  | Грунт    | Эрик Виноградски       | Джим Грабб Патрик Макинрой      | 4-6, 6-2, 4-6, 6-75 |
| 8.  | 11 сен 1989 | Женева (2)                  | Грунт    | Гильермо Перес-Рольдан | Андрес Гомес Альберто Манчини   | 3-6, 5-7            |
| 9.  | 10 сен 1990 | Grand Prix Passing Shot (2) | Грунт    | Янник Ноа              | Томас Карбонель Либор Пимек     | 3-6, 7-6, 2-6       |
| 10. | 4 мар 1991  | Копенгаген, Дания           | Ковёр    | Андрей Ольховский      | Тодд Вудбридж Марк Вудфорд      | 3-6, 1-6            |